# Hyles siehei
Hyles siehei là một loài bướm đêm thuộc họ Sphingidae. Nó được tìm thấy ở miền nam và miền đông Thổ Nhĩ Kỳ, Armenia, miền bắc Syria, miền bắc Iraq và miền bắc Iran. Có thể về phía nam dọc theo núi Zagros, Iran đến tỉnh Kerman. Nó cũng có mặt ở vùng đất thấp miền nam Kazakhstan, từ bờ biển biển Caspi qua ranh giới Trung Quốc, miền nam Uzbekistan và miền bắc Turkmenistan.
Sải cánh dài khoảng 65–70 mm đối với ssp. siehei và 55–65 mm đối với ssp. svetlana.
Con ssp. siehei trưởng thành bay từ cuối tháng 5 đến tháng 6 làm một đợt. Con ssp. svetlana trưởng thành bay từ cuối tháng 4 to cuối tháng 5 (nhiều nhất vào giữa tháng 5), cũng làm một đợt.
Ấu trùnh ssp. siehei chủ yếu ăn hạt và đài hoa Eremurus, như Eremurus himalaicus, Eremurus olgae, Eremurus robustus, Eremurus krudica và Eremurus stenophyllus, nhưng cũng ăn hạt Asphodelus và Asphodeline. Ấu trùng ssp. svetlana cũng ăn hạt và hoa Eremurus, đặc biệt Eremurus sogriganus, Eremurus inderiensis và Eremurus ambigens.

## Phụ loài
- Hyles siehei siehei (eastern Toros and Bolkar Mountains of miền nam Thổ Nhĩ Kỳ, miền đông Thổ Nhĩ Kỳ, Armenia, miền bắc Syria, miền bắc Iraq and miền bắc Iran. Then probably phía nam along the Zagros Mountains of Iran to Kerman Province)[2]
- Hyles siehei svetlana Shovkoon, 2010 (lowland miền nam Kazakhstan, from the shores of the Caspian Sea across to the Chinese border, miền nam Uzbekistan and miền bắc Turkmenistan)[3]